# 张汝桐
张汝桐（？—？）字韵樵，直隶省河間府河間縣人，中华民国官员。

## 生平
1914年（民国三年），保定警察厅长张汝桐派山东人马洪恩为莲池公园管理员，司事为李少芝（保定人），将公园内稍事整理，又出租茶馆，将水东楼租给裕兴李天津饭馆，出售入门券，取消男女分日游览的规定。
1918年11月11日，张汝桐接替杨以德兼代直隶全省警务处处长兼天津警察厅厅长，同时兼任天津特别区市政管理局长。1919年1月24日，张汝桐奉委令任命为直隶全省警务处处长兼直隶天津警察厅厅长。五四运动时，张汝桐奉命取缔学生抵制日货，压制学潮。但学潮日益扩大，天津警察厅长张汝桐不能制止。1919年8月15日，张汝桐被免职，由杨以德接任直隶全省警务处处长兼天津警察厅厅长。
1924年4月13日，张汝桐、刘眷藩、宋锡金、张璧授陆军中将；赵守钰授陆军少将加中将衔；马腾蛟、陆瑞麒授陆军少将。